# 케네스 G. 윌슨
케네스 게디스 윌슨(영어: Kenneth Geddes Wilson, 1936년 6월 8일 ~ 2013년 6월 15일)은 미국의 이론 물리학자이다.

## 생애
1936년 미국 매사추세츠주의 월샘(Waltham)에서 태어났다. 아버지는 저명한 화학자 에드거 브라이트 윌슨 주니어(Edgar Bright Wilson Jr.)였다. 하버드 대학교에서 퍼트넘 장학생이었으며, 1961년 칼텍의 머리 겔만 아래에서 박사 학위를 받았다. 1963년에 코넬 대학교 물리학과의 조교수, 1970년에 정교수가 되었다. 1980년 마이클 E. 피셔, 리오 카다노프와 같이 울프 물리학상을 수상하였다.
1982년에 임계 현상에서의 이차 상전이에 대해 양자 역학과 통계 역학을 결합한 건설적인 접근 방법, 즉 재규격화 이론에 대한 공로로 노벨 물리학상을 수상하였다.
1985년에 그는 코넬 대학교의 코넬 이론 센터의 소장으로 임명되었다. 1988년 이후 오하이오 주립 대학교로 자리를 옮겨 교수로 재직하였다. 물리 교육과 유아 및 청소년 과학 교육 분야에도 관심을 보였다. 2013년 사망하였다.

## 업적
윌슨은 재규격화군을 정의하였다. 이를 통해 윌슨은 통계 역학에서의 임계 통계 및 역학 분야에서의 수치적, 직관적 중요성을 보임과 동시에, 간접적으로 "양자장론이란 무엇인가?" 그리고 "재규격화란 무엇인가?"라는 질문들의 근본적인 대답을 하였다. 또한 고체 물리에서 중요하게 다뤄지는 재규격화 문제인 곤도 효과에 대한 건설적인 해법을 제시하였다.

## 수상
- Dannie Heineman Prize for Mathematical Physics, 1973
- 볼츠만 메달, 1975
- 울프 물리학상, 1980
- 캘리포니아 공과대학교, Distinguished Alumni Award, 1981
- Franklin Medal, 1982
- 노벨 물리학상, 1982
- A.C. Eringen Medal, 1984
- Aneesur Rahman Prize, 1993